# NGC 7017
NGC 7017 (PGC 66137 i PGC 2793723) – para galaktyk znajdująca się w gwiazdozbiorze Koziorożca. Odkrył ją Francis Leavenworth 8 lipca 1885 roku. Dla ziemskiego obserwatora galaktyki te nakładają się na siebie, lecz ponieważ znacznie różnią się przesunięciem ku czerwieni (a tym samym prędkością oddalania się od Ziemi), prawdopodobnie znajdują się ponad 100 milionów lat świetlnych od siebie.
W jednej z tych galaktyk zaobserwowano supernową SN 2003gj.